# Nàquera
Nàquera (castellà: Náquera, oficialment Nàquera/Náquera) és un municipi del País Valencià situat a la comarca del Camp de Túria.
Limita amb Bétera i Serra (a la mateixa comarca del Camp de Túria), Albalat dels Tarongers, Segart i Sagunt (a la comarca del Camp de Morvedre) i Montcada, Museros, el Puig de Santa Maria i Rafelbunyol (a la comarca de l'Horta Nord).

## Geografia
Situada en els contraforts de la Serra Calderona. El seu clima és de tipus mediterrani. La zona del terme no conreada és molt boscosa, amb abundància de vida salvatge i una gran diversitat de vegetació autòctona mediterrània.

## Història
Els jaciments dels Trencalls, el del Montaspre, o el del Puntal dels Moros demostren vida des del Paleolític i els de les Vinyes ens parla del pas dels romans i del possible origen romà de Nàquera; d'època islàmica perduren nombrosos topònims rurals (com el mateix nom de la localitat), l'estructura d'alguns carrers i l'antiga xarxa de regs periurbans, a banda d'algunes restes de soterraments al nord del nucli urbà. Després de la conquesta cristiana Nàquera es convertí en baronia; el 18 d'abril de 1237 Jaume I (1208-1276) li la concedix a Gil d'Atrosillo; després, per matrimoni amb sa filla Mallada d'Atrosillo, recau en mans de Gil Martínez d'Enteza, l'any 1414 passa a mans de la família Catllar, qui va mantenir en el seu poder el senyoriu fins a l'any 1446, en què passa, per compra a Joan Roís de Corella (familiar del cèlebre escriptor valencià homònim), en el qual llinatge roman fins a 1574 en què a la mort de Margarida Roís de Corella sense descendència, Anna Pardo de la Casta es convertix en la nova senyora i degut al seu casament amb Francesc Figuerola Claramunt resta inclosa en les propietats de la seua família. Durant tot eixe temps la població continua sent íntegrament musulmana, a excepció d'un parell de famílies, per la qual cosa el 1609 la despoblació és gairebé total; després de l'expulsió dels moriscs, els nous pobladors (quinze famílies) reberen del baró carta de població, datada el 1609 i redactada a fur de València, que atorgava al senyor amplis poders jurisdiccionals, així com la propietat feudal de la baronia i regulava mitjançant l'emfiteusi les relacions amb els nous vassalls; en 1757 per mort del senyor vigent, Josep Figuerola i Blanes, entra en el marquesat de Boïl; el 1835 els veïns deixaren de pagar les prestacions feudals i d'acatar els monopolis senyorials, la qual cosa va donar origen a un plet que no culminaria fins a 1908, amb la signatura d'un acord entre les parts, segons el qual, els emfiteutes de Nàquera consolidaven llurs propietats a canvi d'abonar al marquès 6.217 pessetes; s'hi registra una activa participació en les guerres d'Independència i carlistes; el segle xviii es constituïx el bovalar, el XIX l'economia continua basant-se en l'agricultura de secà i també es detecta activitat industrial al voltant de les pedreres de marbre, pedra roja i algeps; durant la II República part del govern republicà (el president, Dr. Juan Negrín, el ministre d'Instrucció Pública, Jesús Hernàndez, y la ministra Dolores Ibárruri) s'hi va instal·lar –d'aquí l'existència de restes d'arquitectura militar; l'empenta demogràfica i econòmica comença a partir dels cinquanta d'aqueix segle en què arriba el regadiu i en què Nàquera es convertix en lloc d'estiueig i de segona residència amb ràpida proliferació de xalets i urbanitzacions.
L'any 2004 va ser fatídic per a Nàquera. El 12 d'agost s'inicià un gran incendi forestal que va arrasar 750 Ha. de bosc i que es va quedar a escassos metres del nucli urbà, el qual va ser desallotjat per raons de seguretat. Escasses dues setmanes després una tempesta d'estiu amb grans precipitacions i vents huracanats va derrocar arbres i va perjudicar més la muntanya després de l'incendi.
A partir d'aquell moment, comencen les tasques de reforestació del bosc, al costat de la construcció d'un sistema de bombament d'aigua per a sufocar un possible incendi. Per eixe mèrit mesos després va ser premiat pel Ministeri de Medi Ambient. En l'actualitat ja es veuen petites zones verdes i matolls.

## Demografia
| 1990  | 1992  | 1994  | 1996  | 1998  | 2000  | 2002  | 2004  | 2005  | 2006  | 2007  |
| ----- | ----- | ----- | ----- | ----- | ----- | ----- | ----- | ----- | ----- | ----- |
| 1.738 | 1.511 | 1.820 | 2.075 | 2.377 | 2.783 | 3.141 | 3.770 | 4.143 | 4.468 | 4.814 |

## Economia
L'economia de Nàquera està basada principalment en la transformació de productes metàl·lics i en el sector de la fusta. També en l'agricultura en la qual destaquen entre els cultius de secà: oliveres, ametllers, vinyes i garroferes i en la terra de regadius els tarongers.
Però principalment tota la seva economia es basa en el gran turisme que rep la població (a l'estiu es triplica la població Aprox. 12.000 Hab.).

## Política i Govern

### Composició de la Corporació Municipal
El Ple de l'Ajuntament està format per 13 regidors. En les eleccions municipals de 26 de maig de 2019 foren elegits 4 regidors d'Unión Popular de Náquera (UPdN), 4 del Partit Popular (PP), 3 del Partit Socialista del País Valencià (PSPV-PSOE) i 2 d'Iniciativa Veïnal Independent per Nàquera-Compromís (IVIN-Compromís).
| Eleccions municipals de 26 de maig de 2019 - Nàquera |                                                     |                                     |                                     |        |          |          |
| Candidatura | Candidatura                                         | Candidatura                         | Cap de llista                       | Vots   | Vots     | Regidors |
| | Unión Popular de Náquera                            |                                     | Damián Ibáñez Navarro               | 870    | 30,38%   | 4 ()     |
| | Partit Popular                                      |                                     | Belén Ibáñez Gimeno                 | 780    | 27,23%   | 4 (+1)   |
| | Partit Socialista del País Valencià-PSOE            |                                     | Elisa Martínez Rovira               | 674    | 23,53%   | 3 ()     |
| | Iniciativa Veïnal Independent per Nàquera-Compromís |                                     | Milagros Carmen Benlloch Roig       | 482    | 16,83%   | 2 ()     |
| | Altres candidatures                                 |                                     |                                     |        |          | 0 ( -1)  |
| | Vots en blanc                                       |                                     |                                     | 30     | 2,03%    |          |
| Total vots vàlids i regidors | Total vots vàlids i regidors                        | Total vots vàlids i regidors        | Total vots vàlids i regidors        | 2.864  | 100 %    | 13       |
| | Vots nuls                                           | Vots nuls                           | Vots nuls                           | 38     | 1,33%    |          |
| Participació (vots vàlids més nuls) | Participació (vots vàlids més nuls)                 | Participació (vots vàlids més nuls) | Participació (vots vàlids més nuls) | 2.902  | 57,95%** |          |
| Abstenció | Abstenció                                           | Abstenció                           | Abstenció                           | 2.106* | 42,05%** |          |
| Total cens electoral | Total cens electoral                                | Total cens electoral                | Total cens electoral                | 5.008* | 100 %**  |          |
| Alcalde: Damián Ibáñez Navarro (UPdN) (15/06/2019) Per ser la llista més votada, després de no haver obtingut majoria absoluta dels regidors (4 vots d'UPdN) |                                                     |                                     |                                     |        |          |          |
| Fonts: JEC, JEZ Sagunt, M. Interior, Periòdic Ara. (* No són vots sinó electors. ** Percentatge respecte del cens electoral.)                                |                                                     |                                     |                                     |        |          |          |

### Alcaldia
Des de 2011 l'alcalde de Nàquera és Damián Ibáñez Navarro (UPdN).
| Període                       | Alcalde o alcaldessa                      | Partit polític | Data de possessió     | Observacions        |
| ----------------------------- | ----------------------------------------- | -------------- | --------------------- | ------------------- |
| 1979–1983                     | Eduardo Pérez Ibáñez                      | Independent    | 19/04/1979            | --                  |
| 1983–1987                     | Eduardo Pérez Ibáñez                      | AP-PDP-UL-UV   | 28/05/1983            | --                  |
| 1987–1991                     | Eduardo Pérez Ibáñez                      | AP             | 30/06/1987            | --                  |
| 1991–1995                     | Salvador Pérez Navarro                    | PP             | 15/06/1991            | --                  |
| 1995–1999                     | Juan Bautista Martínez Cotino             | UV-CCV         | 17/06/1995            | --                  |
| 1999–2003                     | Salvador Pérez Navarro                    | PP             | 03/07/1999            | --                  |
| 2003–2007                     | Francisco Arnal Arnal Ricardo Arnal Pavía | PSPV-PSOE PP   | 14/06/2003 11/09/2003 | Moció de censura -- |
| 2007–2011                     | Ricardo Arnal Pavía                       | PP             | 16/06/2007            | --                  |
| 2011–2015                     | Damián Ibáñez Navarro                     | UPdN           | 11/06/2011            | --                  |
| 2015–2019                     | Damián Ibáñez Navarro                     | UPdN           | 13/06/2015            | --                  |
| 2019-2023                     | Damián Ibáñez Navarro                     | UPdN           | 15/06/2019            | --                  |
| Des de 2023                   | n/d                                       | n/d            | 17/06/2023            | --                  |
| Fonts: Generalitat Valenciana |                                           |                |                       |                     |

## Monuments
- Església de la Mare de Déu de l'Encarnació, originalment denominada de l'Anunciació, consagrada el 1755 i d'estil academicista. D'una sola nau amb sis capelles laterals. El campanar és de construcció posterior. Dos quadres de l'escola de Joan de Joanes voregen l'altar major. L'antiga mesquita estava situada al Pla del Fossar, avui denominat com a plaça del Rector Escandell.
- Ermita de Sant Francesc, neogòtica, de 1922.

## Llocs d'interés
- Cova dels Estudiants. Situada prop del cim dels Trencalls i la senda dels estudiants, molt pròxima al poblat ibèric, conservava en el seu interior restes d'un taller de falsificació de moneda del segle xvii.

- Pi de Salt. Pi centenari. Els seus voltants constituïxen un lloc de gran bellesa amb el mar al fons de l'horitzó.
- A les posicions defensives del Cabeç Bord, l'ajuntament les ha recuperat en part i ha senyalitzat un recorregut autoguiat amb 6 panells, on s'explica el context històric i social, el funcionament de les estructures, la vida quotidiana, així com l'establiment del Govern de la República a Nàquera. Les estructures són: trinxeres, pistes d'accés, galeries subterrànies, basses d'aigua per a la refrigeració d'armes així com nius de metralladores.[8]

## Festes i celebracions
Les festes patronals s'inicien a finals d'agost amb la presentació de la reina i de la seua cort d'honor. Durant tot el mes de setembre es realitzaran actes molt diversos com la festa de la joventut, festival de bandes de música, la Dansà popular, espectacles musicals, activitats per a xiquets, etc. D'entre totes elles destaca la tradicional cavalcada de disfresses, que se sol celebrar l'últim dissabte del mes.
Les festes patronals, pròpiament dites, s'inicien el dia 1 d'octubre i finalitzen el 4 d'este mateix mes. Els actes que es realitzen són nombrosos i de molt distinta índole, combinant-se els religiosos amb els populars.

## Personatges il·lustres
- Francesc Cabo Arnal (1768 – 1832) fou un compositor i músic valencià. Nasqué a la casa núm. 1 del carrer de la Botigueta, avui denominat de Francesc Cabo. Visqué a la casa núm. 7 del mateix carrer.
- Pere Bonet (s. XVI - s. XVII) fou un religiós valencià, essent rector de Nàquera. És cèlebre perquè apareix esmentat tant al dietari contemporani de Pere Joan Porcar com a l'obra del dominic Fonseca sobre l'expulsió dels moriscs, per haver apostatat i fugit a Alger.